# Rhagodoca immaculata
Rhagodoca immaculata är en spindeldjursart som beskrevs av Roewer 1933. Rhagodoca immaculata ingår i släktet Rhagodoca och familjen Rhagodidae. Inga underarter finns listade i Catalogue of Life.